# Tapinoma gibbosum
Tapinoma gibbosum is een mierensoort uit de onderfamilie van de Dolichoderinae. De wetenschappelijke naam van de soort is voor het eerst geldig gepubliceerd in 1933 door Stitz.